# Culicoides mongolensis
Culicoides mongolensis är en tvåvingeart som beskrevs av Yao 1964. Culicoides mongolensis ingår i släktet Culicoides och familjen svidknott. Inga underarter finns listade i Catalogue of Life.